# Muse Software
Muse Software, auch bekannt als Micro Users Software Exchange, war ein Software- und Computerspielentwickler in den frühen 1980er Jahren.

## Unternehmensgeschichte
Ihr Angebot richtete sich an die erste Generation der Heimcomputer, zunächst dem Apple II, später auch dem Commodore 64, Atari-Heimcomputer und dem IBM PC.
Muse wurde 1978 von Ed Zaron und Silas Warner gegründet und veröffentlichte erst Spiele, später auch Anwendungssoftware. Die Firma schloss 1987 aufgrund von Vermarktungsproblemen. Einige Jahre später kaufte id Software die Rechte an Castle Wolfenstein um einen Nachfolger, Wolfenstein 3D, zu entwickeln, dem ersten Ego-Shooter, der dieses Genre zu Bekanntheit führte.

## Veröffentlichungen (Auswahl)

### Spiele
- RobotWar (1981, Silas S. Warner, Apple II)
- Castle Wolfenstein (1981, Silas S. Warner, Apple II, später auch IBM PC, Atari Heimcomputer und Commodore 64)
- ABM (1981, Silas S. Warner, Apple II)
- Firebug (1982, Silas S. Warner, Apple II)
- Three Mile Island, (Apple II)
- Titan Empire (1983, Apple II)
- Rescue Squad (1983, John F. Kutcher, Commodore 64)
- Space Taxi (1984, John F. Kutcher, Commodore 64)
- Beyond Castle Wolfenstein (1984, Silas S. Warner, Apple II, später auch IBM PC und Commodore 64)

### Anwendungssoftware
- Super Text (Textverarbeitung, Ed Zaron)
- Appilot
- The Voice (Sprachaufzeichnung und -wiedergabe, Silas S. Warner, Apple II)
- Know Your Apple IIe (1983, Tutorial für den Apple), Silas S. Warner, Apple II)
- The Eating Machine (Ernährungsberater, Apple II)